# Jezioro Pokraczyn
Jezioro Pokraczyn (także: Pokraczyńskie) – dystroficzne jezioro położone w gminie Wieleń, pomiędzy Rzecinem i Jasionną, w Puszczy Noteckiej w oddziałach leśnych nr 298 i 299 (Nadleśnictwo Krucz).
W 2011 w akwenie występował bardzo wysoki poziom wód gruntowych. Wcześniej obserwowano tutaj przesuszenie i murszenie torfu. Z roślin występują tu trzcina pospolita i trzęślica modra. Okoliczne torfowiska zarasta natomiast sosna zwyczajna. Jezioro należy do najcenniejszych przyrodniczo zbiorników dystroficznych w lasach pilskich.
Na przełomie sierpnia i września 1944 w rejonie jeziora przebywała 16-osobowa grupa spadochroniarzy Mikołaja Kozubowskiego pseudonim Merkuriusz. Tutaj nawiązała kontakt z ludnością cywilną wsi Biała.
Podobne walory przyrodnicze prezentuje zlokalizowane w pobliżu jezioro Pustelnik. W niedużej odległości znajdują się też: jezioro Rzecińskie, Rów Rzeciński i Góra Rzecińska.